# باز صخري اللون
باز صخري اللون (الاسم العلمي: Buteogallus schistaceus) هو نوع من فصيلة بازية.